# Sceptycyzm
Sceptycyzm (gr. sképtomai – „obserwuję”) – pojęcie wieloznaczne, określające postawę w nauce, pogląd filozoficzny oraz potocznie – postawę „sceptyka”, człowieka wątpiącego, krytycznego, niedowierzającego.

## Sceptycyzm naukowy
Sceptycyzm naukowy to praktyczna postawa przyjmowana przez większość społeczności naukowej, która polega na uznawaniu za wiarygodne tylko tych teorii i wyników badań, które spełniają elementarne zasady metody naukowej, a w takich samych warunkach dają ten sam wynik.
Sceptycyzm naukowy jest często atakowany jako postawa nazbyt konserwatywna, blokująca rozwój nauki. Jednak atak ten pochodzi zazwyczaj ze strony zwolenników pseudonauki, których teorie i opisy zdarzeń bardzo często nie są podbudowane rzetelnymi wynikami badań i sprawdzalnymi faktami. Elementarną zasadą metody naukowej jest to, że obowiązek rzetelnego dowodu proponowanej nowej teorii spoczywa na osobie, która tę teorię proponuje. Teorie nieudokumentowane rzetelnie, zwłaszcza jeśli stoją one w ostrej sprzeczności z dotychczas zebraną wiedzą naukową, są odrzucane ze względu na sceptycyzm naukowy tak długo, aż ktoś przedstawi przekonujące dowody na ich prawdziwość.
W wielu krajach świata istnieją stowarzyszenia sceptyków naukowych, które zajmują się wyjaśnianiem rzekomych zjawisk paranormalnych, a także tropieniem oszustów bazujących na ludzkiej naiwności.
Angielski termin debunker oznacza osobę lub instytucję, która specjalizuje się w wyszukiwaniu, a następnie publicznym demaskowaniu rzeczywistych technik stosowanych przez osoby twierdzące, że posiadają rozmaite zdolności paranormalne. Do najbardziej znanych debunkerów należą: James Randi, Michael Shermer, Basava Premanand, Penn and Teller oraz Harry Houdini.

## Sceptycyzm filozoficzny
Sceptycyzm filozoficzny to pogląd filozoficzny, podważający pełną wiarygodność ludzkiego poznania. Jego początki sięgają czasów starożytnej Grecji, zaś za pierwszy etap sceptycyzmu uznaje się tzw. Pirronizm stworzony przez Pyrrona z Elidy, który nauczał jak osiągnąć spokój ducha i szczęście.
W późniejszych etapach sceptycyzmu zrezygnowano z celu osiągnięcia szczęścia, na rzecz dyskusji z epistemologią stoicką, czego wyraz dał m.in. Sekstus Empiryk uważając że spokój ducha można utrzymać poprzez niewydawanie sądów o rzeczywistości.
Sceptycyzm jest mylony z cynizmem. Postawa sceptyczna zakłada pewne obiektywne kryteria za pomocą których można rozróżnić prawdę i fałsz. Cynicy programowo odrzucali rozważanie zagadnień z teorii bytu i teorii poznania, zakładając, że nie ma obiektywnych kryteriów prawdy.
W epoce nowożytnej rozwinął się sceptycyzm metodologiczny, którego przedstawicielami są m.in. Kartezjusz i David Hume.